# سیکورسکی اس-۲۰
سیکورسکی اس-۲۰ (به انگلیسی: Sikorsky_S-20) یک هواگرد ملخ‌پیشین تک‌موتوره از نوع جنگنده ساخت شرکت RBVZ (Russo-Baltic Wagon Works) است. هواگرد سیکورسکی اس-۲۰ نخستین پروازش را در ۱۹۱۶ میلادی انجام داد. این هواگرد در سال ۱۹۱۶ میلادی رسماً معرفی گردید. در مجموع، تعداد ۵ فروند از این هواگرد ساخته شده‌است.
طراح این هواگرد، ایگور سیکورسکی بود.